# Шмидт, Гельмут
Гельмут Генрих Вальдемар Шмидт (нем. Helmut Heinrich Waldemar Schmidt; 23 декабря 1918[…], Гамбург — 10 ноября 2015[…], Гамбург) — немецкий политический и государственный деятель, социал-демократ. Пятый федеральный канцлер ФРГ (1974—1982).

## Биография

### Происхождение
Биологическими бабушкой и дедушкой Гельмута Шмидта по отцовской линии были еврейский банкир Людвиг Гумпель (1860—1935) и официантка Фридерика Венцель (1867—1949), у которых случился мимолётный любовный роман. Его отца, Густава Людвига (1888–1981), после рождения усыновила в то время ещё бездетная чета Шмидтов. Густав Людвиг Шмидт стал учителем и женился на учительнице Людовике Шмидт, урождённой Кох (1890–1968). Гельмут Шмидт родился в районе Бармбек в Гамбурге в 1918 году и был старшим из двух сыновей пары. До 1931 года семья жила на Шеллингштрассе, 9. Гельмут Шмидт учился в школе имени Лихтварка (ныне школа имени Генриха Герца). По словам Шмидта, который был протестантом, он и его отец, подделав документы, скрыли своё еврейское происхождение, чтобы получить свидетельство о принадлежности к арийской расе. Будучи «еврейским полукровкой второй степени», он оказался бы в невыгодном положении, и о карьере офицера в вермахте не могло быть и речи. Публично Шмидт подтвердил эти обстоятельства в 1984 году, после того как его друг экс-президент Франции Валери Жискар д'Эстен рассказал о них журналистам.

### В период национал-социализма
В пятнадцать лет Гельмут Шмидт одним из первых в своей школе стал членом гитлерюгенда.  Его учительница немецкого языка Эрна Шталь, член группы Сопротивления «Белая роза», говорила, что он был «на противоположной стороне». Сам Шмидт утверждал, что не был нацистом, но находился «под влиянием коричневых властителей». Свою идеологическую позицию в те годы он охарактеризовал как «двойственную». Гребной клуб, в котором он состоял, в 1934 году был включён в состав морской организации гитлерюгенд. Через два года его выгнали «за острый язык».
Ещё незадолго до этого он участвовал в марше Адольфа Гитлера из Гамбурга в Нюрнберг на партийный съезд, по словам историка Генриха Винклера, впечатлённый «социалистической» и «солидаристской» составляющей нацистской пропаганды. В воспоминаниях о детстве и юности при Гитлере сам Шмидт подчёркивал, что в смысле нацистской идеологии он считался полукровкой второй степни, и это повлияло на неприятие им национал-социализма в целом. 
После окончания школы в марте 1937 года абитуриент Шмидт был призван на шесть месяцев в Имперскую службу труда. В октябре его призвали на военную службу в зенитной артиллерии в Бремен-Вегезаке. Демобилизован в звании унтер-офицера запаса. В мае 1940 года уже в звании фельдфебеля запаса он участвовал в противовоздушной обороне города Бремена. Спустя годы, будучи военнопленным, он писал, что погром «Хрустальной ночи» в 1938 году привел его к «чёткой позиции против» национал-социализма. Однако Гитлер из нее был исключён.
В 1940 году в звании лейтенанта запаса его перевели в имперское министерство авиации в Берлине, где он разрабатывал инструкции по освоению и эксплуатации зенитных орудий.
С августа 1941 по январь 1942 года Шмидт служил на Восточном фронте и получил Железный крест 2-й степени. Он стал свидетелем провала немецкого наступления под Москвой и Ленинградом, после того как Гитлер взял на себя командование армией. Это вызвало «трещину в его личном доверии к фюреру».
С января 1942 года Шмидт был некоторое время инструктором на полигоне Кюлунгсборн в Мекленбурге, а затем референтом и экспертом по противовоздушной обороне в имперском министерстве авиации в Берлине. Помимо кабинетной работы, которая была ему знакома с 1940 года, он совершал поездки по оккупированным Германией территориям для проведения лекций повышения квалификации. К этому периоду Шмидт относил своё «окончательное отречение» от нацистов. Его начальство отмечало, что он «стоит на почве национал-социалистического мировоззрения».
В 1944 году Шмидт присутствовал на суде над участниками покушения на Гитлера 20 июля. Как он на нём оказался, неясно до сих пор. Спустя десятилетия из-за этого его подвергли политической атаке. Годель Розенберг, пресс-секретарь ХСС, заявил в 1978 году, что на этом процессе в зале были только солдаты, «которых считали надежными и убежденными национал-социалистами». Шмидт утверждал, что его хотели припугнуть. Шокированный поведением председательствующего судьи Роланда Фрейслера, он уже на следующий день был освобождён от обязанности присутствовать на суде.
С декабря 1944 года обер-лейтенант Шмидт командовал зенитной батареей на Западном фронте. Всего пять месяцев спустя он попал в плен к англичанам и пробыл там до конца августа.

### Послевоенные годы и политическая карьера
После войны Шмидт изучал экономику и политологию в Гамбургском университете, окончив его в 1949 году. В марте 1946 года вступил в Социал-демократическую партию Германии (СДПГ). В 1947—1948 годах возглавлял Социалистический союз немецких студентов в британской зоне оккупации.
После окончания университета работал референтом, а затем заведующим отделом в гамбургском ведомстве экономики и транспорта, которое возглавлял Карл Шиллер. В 1953—1962 годах — депутат бундестага.
С 13 декабря 1961 года по 14 декабря 1965 года Шмидт занимал должность сенатора полицейского управления (с июня 1962 года: сенатора внутренних дел) Гамбурга при первых бургомистрах Пауле Невермане и Герберте Вайхмане. На этой должности он приобрел популярность и очень высокую репутацию, особенно как кризисный менеджер во время наводнения на немецком побережье Северного моря в ночь с 16 на 17 февраля 1962 года. Он координировал масштабную операцию полиции, экстренных служб, службы борьбы со стихийными бедствиями и технической помощи. Не будучи явно легитимизированным Основным законом, Шмидт использовал существующие контакты с бундесвером, чтобы обеспечить увеличение уже оказываемой им и союзниками поддержки вертолетами, саперным оборудованием и материалами для Гамбурга. Как он сам потом говорил: «В те дни я не заглядывал в Основной закон».
На самом деле бундесвер уже до этого несколько раз привлекался к ликвидации катастроф в соответствии с уставом по оказанию помощи при стихийных бедствиях.
В январе 1963 года в рамках дела журнала «Шпигель» Федеральная прокуратура открыла следствие в отношении Шмидта как сенатора внутренних дел за пособничество и подстрекательство к государственной измене. Подоплёка заключалась в том, что осенью 1962 года Шмидт по просьбе своего друга-однокашника Конрада Алерса проверил выдержки из статьи «Условно готов к обороне» на наличие каких-либо препятствий к публикации. Дело было прекращено в начале 1965 года.
На выборах 1965 года Шмидт снова получил мандат депутата бундестага. Когда годом позже правительство Людвига Эрхарда ушло в отставку, СДПГ вместе с союзными партиями ХДС/ХСС сформировала первую большую коалицию с Куртом Георгом Кизингером (ХДС) в качестве канцлера и Вилли Брандтом (СДПГ) в качестве вице-канцлера и министр иностранных дел. С осени 1966 года Шмидт исполнял обязанности председателя парламентской фракции СДПГ из-за болезни Фрица Эрлера и в феврале 1967 года официально вступил в должность после смерти Эрлера. В 1968 году он был избран заместителем председателя СДПГ. 
Благодаря успешной работе на посту сенатора внутренних дел Гамбурга и лидера парламентской фракции Шмидт стал одним из первых претендентов от своей партии на более высокие государственные должности в федеральной политике.
После победы СДПГ на федеральных выборах 1969 года и создания Социал-либеральной коалиции 22 октября 1969 года канцлер Вилли Брандт назначил Шмидта федеральным министром обороны в новом федеральном правительстве. Во время его пребывания в должности базовая военная служба была сокращена с 18 до 15 месяцев, и было решено основать университеты бундесвера в Гамбурге и Мюнхене.
7 июля 1972 года после отставки Карла Шиллера он занял должность министра финансов и экономики. После федеральных выборов 1972 года это «суперминистерство» снова разделилось. С 15 декабря 1972 года СвДП предоставила федерального министра экономики; Шмидт продолжал возглавлять федеральное министерство финансов.

### Федеральный канцлер
После того как Вилли Брандт был вынужден уйти с поста главы правительства, 16 мая 1974 года бундестаг 267 голосами избрал Шмидта пятым канцлером ФРГ. Самыми большими проблемами во время его пребывания на посту были глобальный экономический спад (стагфляция) и нефтяные кризисы 1970-х годов, с которыми ФРГ под его руководством справилась лучше, чем большинство других промышленно развитых стран, а также пенсионное финансирование в 1976—1977 годах и терроризм Фракции Красной армии (РАФ) в так называемую «Немецкую осень». Позже он расценил как ошибку свою первоначальную готовность вести переговоры с террористами, особенно во время похищения Петера Лоренца в 1975 году. С тех пор он непреклонно проводил жёсткую линию, за что иногда вызывал резкую критику со стороны родственников жертв. В интервью 2007 года Шмидт сказал, что огромная ответственность за жизни других людей в ситуациях с заложниками, как в случае с Хансом Мартином Шлейером, была для него экзистенциально угнетающей. В целом же эпоха левого терроризма получила в средствах массовой информации вес, значительно превышающий её фактическое значение для немецкой истории.
Шмидт был решительным сторонником ядерной энергетики. В 1977 году его правительство намеревалось построить завод по переработке ядерного топлива в Горлебене.
Вместе с президентом Франции Валери Жискар д'Эстеном Шмидт улучшил немецко-французские отношения и предпринял решительные шаги на пути к дальнейшей европейской интеграции. Вскоре после вступления Шмидта в должность был создан Европейский совет. В сотрудничестве с Жискаром он также предпринял самую важную меру экономической политики своего времени – учреждение Встречи в верхах для обсуждения вопросов мировой экономики в 1975 году, которая планировалась как неофициальная встреча глав государств и правительств наиболее важных западных демократий, введение Европейской валютной системы и Европейской валютной единицы (ЭКЮ) к 1 января 1979 года, что позже привело к созданию Экономического и валютного союза Европейского союза и евро. На идее Шмидта и Жискара также зиждится основание «Группы семи» (G7).
В 1977 году Шмидт был первым западным государственным деятелем, который указал на опасность для баланса вооружений, которую представляют новые советские ракеты средней дальности СС-20: он опасался, что способность Советского Союза осуществить ядерную атаку на Западную Европу, не затрагивая при этом США как её защитника, может в долгосрочной перспективе привести к разделению американских и европейских интересов безопасности. Поэтому он настаивал на так называемом двойном решении НАТО, которое предусматривало размещение ракет средней дальности в Западной Европе, но сочетал это с переговорным предложением Советскому Союзу отказаться от этих систем вооружения с обеих сторон. Это решение вызвало большие споры среди населения и особенно внутри его собственной партии. В 1980 году из движения протеста против двойного решения НАТО, которое сочеталось с растущим числом защитников окружающей среды, возникла новая Партия зелёных.
Его особым обязательством в начале 1980-х годов было также улучшение отношений между двумя немецкими государствами. Логика «холодной войны» и решения в сфере военного противостояния двух систем всё больше несли в себе опасность быть направленными против миролюбивых интересов населения ФРГ и ГДР. Как сторонник усилий по разрядке напряженности, Шмидт отправился в декабре 1981 года на переговоры с Эрихом Хонеккером.
В конце лета 1982 года возглавляемая им социал-либеральная коалиция распалась из-за разногласий в экономической и социальной политике (федеральный бюджет, государственный долг, программы занятости). 17 сентября 1982 года все федеральные министры СвДП подали в отставку. Поэтому в дополнение к посту федерального канцлера Шмидт на короткое время занял пост федерального министра иностранных дел, продолжив работу правительства без большинства в бундестаге.
1 октября 1982 года канцлерство завершилось конструктивным вотумом недоверия Гельмуту Шмидту. Голосами ХДС, ХСС и большинства парламентской фракции СвДП Гельмут Коль был избран его преемником на посту канцлера.
После этого Шмидт почти полностью лишился поддержки своей политики безопасности в СДПГ: на партийной конференции СДПГ 18 и 19 ноября 1983 года из примерно 400 делегатов, помимо Шмидта, только 14 членов кружка Зеехаймера проголосовали за двойное решение НАТО. 10 сентября 1986 года Гельмут Шмидт выступил с прощальной речью в бундестаге и покинул парламент в 1987 году по окончании 10-го избирательного срока.
Между тем христианско-либеральная коалиция продолжила политику безопасности Шмидта. Результатом этого стало заключение Договора о ликвидации ракет средней и меньшей дальности 8 декабря 1987 года. С этим соглашением была достигнута долгосрочная цель двойной резолюции НАТО 1979 года — взаимное уничтожение советских и американских ядерных ракет средней дальности, сформулированная Шмидтом в 1977 году.

### После завершения активной политической карьеры
С 1983 года — соиздатель еженедельника «Die Zeit».
Был почётным президентом Немецко-британского общества.
В 1992 году был основан Фонд Гельмута и Локи Шмидтов в Гамбурге.
В 1993 году основал Немецкий национальный фонд и стал его почётным председателем.
С 1995 по 1999 год был президентом Немецко-польского института в Дармштадте.
Умер 10 ноября 2015 года в Гамбурге на 97-м году жизни.

### Личная жизнь

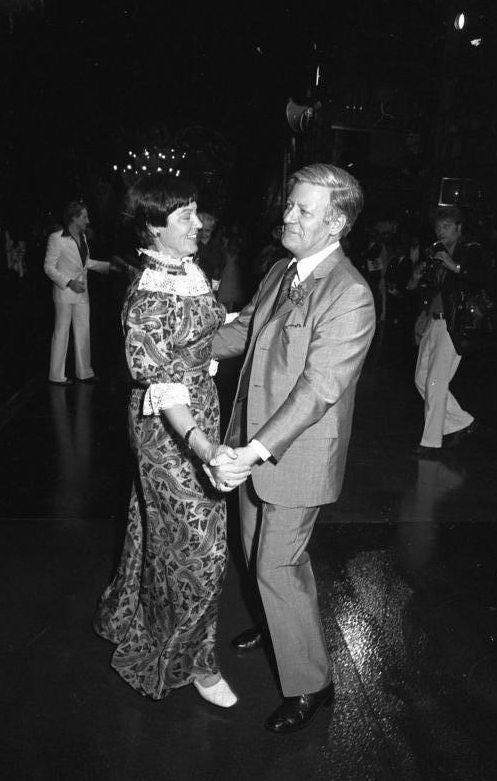
Гельмут Шмидт с женой. 1977

Жена (1942—2010) — Ханнелора «Локи» Шмидт, урождённая Глазер (1919—2010), учительница.
- Сын — Гельмут Вальтер (1944—1945).
- Дочь — Сузанна Шмидт (род. 1947), журналистка.

В 2012—2015 годах состоял в гражданском партнёрстве с Рут Лоах (1933—2017), которая до этого долгие годы работала его секретаршей.

## Политические взгляды

### Внутренняя политика
Называл массовую безработицу самой большой немецкой проблемой настоящего времени. Он хвалил Агенду 2010 его преемника Герхарда Шрёдера и видел в ней первый шаг к устранению последствий демографических перемен в Германии. Но программа реформ, на его взгляд, недостаточна, поэтому с 1990-х годов он выступал за дерегуляцию рынка труда и снижение защиты от увольнений. Пособие по безработице, по его мнению, должно уменьшиться. Кроме того, по его мнению, профсоюзы обладают слишком большим влиянием.

### Общество
Мультикультурное общество Шмидт назвал «иллюзией интеллектуалов». По его словам, концепт «мультикульти» трудно сочетается с демократическим обществом. Он считал ошибкой приглашение в ФРГ рабочей силы из стран с другими культурами в начале 1960-х годов.

### Внешняя политика

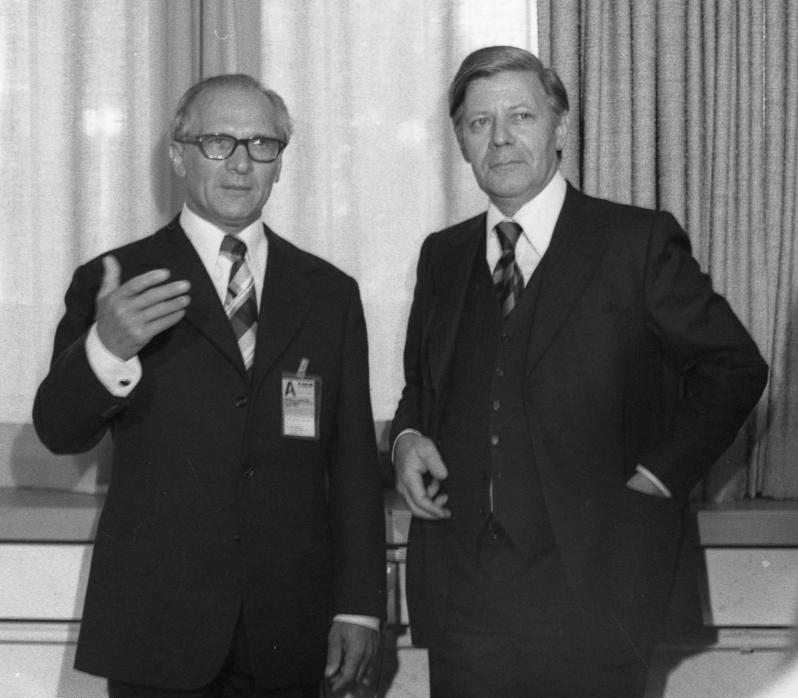
Эрих Хонеккер и Гельмут Шмидт в Хельсинки. 1975

Во внешней политике он очень ценил принцип невмешательства во внутренние дела суверенных государств.
Ввёл в обиход знаменитое определение СССР, которое ошибочно приписывают Маргарет Тэтчер — «Верхняя Вольта с баллистическими ракетами».
Был противником вступления Турции в Европейский союз, так как опасался снижения внешнеполитической дееспособности союза, а также затруднения интеграции живущих в Германии турок в немецкое общество.

## Факты
- Являлся одним из самых долгоживущих бывших руководителей государств и правительств в современном мире.
- Ему принадлежит рекорд по продолжительности жизни среди всех канцлеров Германии и лидеров ГДР.
- Талантливый пианист-любитель, записал несколько концертов Баха и Моцарта[26].
- Был большим любителем сигарет с ментолом. Сведения о том, что в ожидании близкого запрета на производство и продажу сигарет с ментолом в ЕС он якобы купил про запас 200 блоков, была шуткой на предвыборном выступлении кандидата на пост канцлера Пеера Штайнбрюка[27]. По словам Шмидта, он держал дома не больше трех блоков, тем более что запрет вступит в силу не раньше 2021 года[28].
- Всю жизнь курил и не бросил эту привычку в пожилом возрасте. В Германии, где в общественных местах курение запрещено, для экс-канцлера делалось исключение практически повсюду: ему позволяли это даже в прямом эфире телевизионных ток-шоу.